# Erecella walikaleana
Erecella walikaleana is een hooiwagen uit de familie Assamiidae.